# Antoine Kambanda
Antoine Kambanda, né le 10 novembre 1958 à Nyamata, est un évêque catholique rwandais, archevêque de Kigali depuis novembre 2018 après avoir été pendant cinq ans évêque de Kibungo.
Le pape François annonce qu'il sera créé cardinal lors du consistoire du 28 novembre 2020. Également Protecteur Spirituel de l'Ordre militaire et hospitalier de Saint-Lazare de Jérusalem à partir de 2022.

## Biographie
Né le 10 novembre 1958 à Nyamata, dans l'actuelle province de l'Est, il est d'ethnie tutsi. À l'exception de lui-même et de l'un de ses frères, tous les membres de sa famille ont été tués lors du génocide rwandais, en 1994,.

### Études
Il fait ses études primaires au Burundi et en Ouganda, et ses études secondaires au Kenya. De retour dans son pays natal, il poursuit ses études au séminaire de Rutongo puis, de 1984 à 1990, au séminaire majeur Saint-Charles de Nyakibanda. Enfin, élève entre 1993 et 1999 de l'Académie alphonsienne, à Rome, il y obtient un doctorat en théologie morale. De ce fait, il est épargné par le génocide.

### Prêtre
C'est lors de sa visite au Rwanda que Jean-Paul II l'ordonne prêtre, à Mbare (dans le diocèse de Kabgayi), en septembre 1990, pour l'archidiocèse de Kigali. Après, il enseigne au petit séminaire Saint-Vincent de Ndera. Entre 1999 et 2005, il est entre autres directeur de la Caritas du diocèse de Kigali. À propos de l'attitude de l'Église lors du génocide, il reconnaît que certains membres du clergé et des religieuses ont participé aux massacres tandis que d'autres se sont mis en danger pour les arrêter. Il dit « Nous sommes désolés pour ce qui s'est passé, désolés pour les membres de l'Église qui ont commis des crimes, désolés pour les victimes qui ont perdu la vie ». Mais il ajoute « Mais le pape dit que les membres [du clergé] qui ont failli à leur mission doivent en répondre. L'Église ne peut pas le faire à leur place ». En septembre 2005, le cardinal Crescenzio Sepe, en sa qualité de préfet de la Congrégation pour l'évangélisation des peuples, le nomme recteur du séminaire de philosophie de Kabgayi. Mais dès février 2006, il quitte cette fonction pour devenir, sur nomination du même cardinal, recteur du séminaire majeur Saint-Charles de Nyakibanda, situé dans le diocèse de Butare.

### Épiscopat
Le 7 mai 2013, il est nommé évêque du diocèse de Kibungo, puis consacré le 20 juillet suivant par l'archevêque de Kigali, Thaddée Ntihinyurwa, avec comme co-consécrateurs Smaragde Mbonyintege (en) et Philippe Rukamba (en), en présence du nonce apostolique au Rwanda Luciano Russo ainsi que du premier ministre du Rwanda Pierre Habumuremyi. Il est choisi par la Conférence épiscopale du Rwanda pour participer, en octobre 2015, à la XIVe Assemblée générale ordinaire du Synode des évêques.
Le 19 novembre 2018, le pape François le nomme archevêque de Kigali en remplacement de Mgr Thaddée Ntihinyurwa qui se retire pour limite d'âge. Le 25 octobre 2020,  le pape François annonce son création en tant que cardinal le 28 novembre. Il est le premier cardinal rwandais.

## Nomination au cardinalat
Le pape François a annoncé qu'il serait créé cardinal lors du consistoire du 28 novembre 2020.

## Succession apostolique
Antoine Kambanda a ordonné les évêques suivants :
- Évêque Papias Musengamana (en) (2022)
- Évêque Jean-Marie Vianney Twagirayezu (en) (2023)
- Évêque Jean Bosco Ntagungira (2024)

### Note
1. ↑  « We are sorry for what took place, sorry for the members of the Church that did crimes, sorry for the victims who lost their lives.» «But the Pope says the members who went against their mission are to answer for it. The Church cannot answer for them.» [8]